# Ацетат алюминия
Ацетат алюминия — химическое соединение, соль металла алюминия и уксусной кислоты с формулой Al(CH3COO)3, бесцветные кристаллы, растворяются в холодной воде и гидролизуются в горячей.

## Получение
- Действие безводной уксусной кислоты на металлический алюминий в присутствии катализатора:

{\displaystyle {\mathsf {2Al+6CH_{3}COOH\ {\xrightarrow {I_{2}}}\ 2Al(CH_{3}COO)_{3}+3H_{2}}}}
- Действие уксусного ангидрида на хлорид алюминия:

{\displaystyle {\mathsf {AlCl_{3}+(CH_{3}CO)_{2}O\ {\xrightarrow {180^{o}C}}\ Al(CH_{3}COO)_{3}+3CH_{3}COCl}}}

## Физические свойства
Ацетат алюминия образует бесцветные кристаллы, растворимые в холодной воде с сильным гидролизом по катиону, в воде комнатной температуры происходит полный гидролиз до основного ацетата алюминия Al(OH)(CH3COO)2.

## Химические свойства
- Реагирует с водой, в т.ч с влагой из воздуха:

{\displaystyle {\mathsf {Al(CH_{3}COO)_{3}+H_{2}O\ {\xrightarrow {}}\ Al(OH)(CH_{3}COO)_{2}+CH_{3}COOH}}}
- В горячей воде гидролиз идёт дальше:

{\displaystyle {\mathsf {Al(OH)(CH_{3}COO)_{2}+H_{2}O\ {\xrightarrow {}}\ Al(OH)_{2}(CH_{3}COO)+CH_{3}COOH}}}

## Применение
- В фармакологии (Жидкость Бурова).
- В текстильной промышленности.